# Mosch Ben-Ari

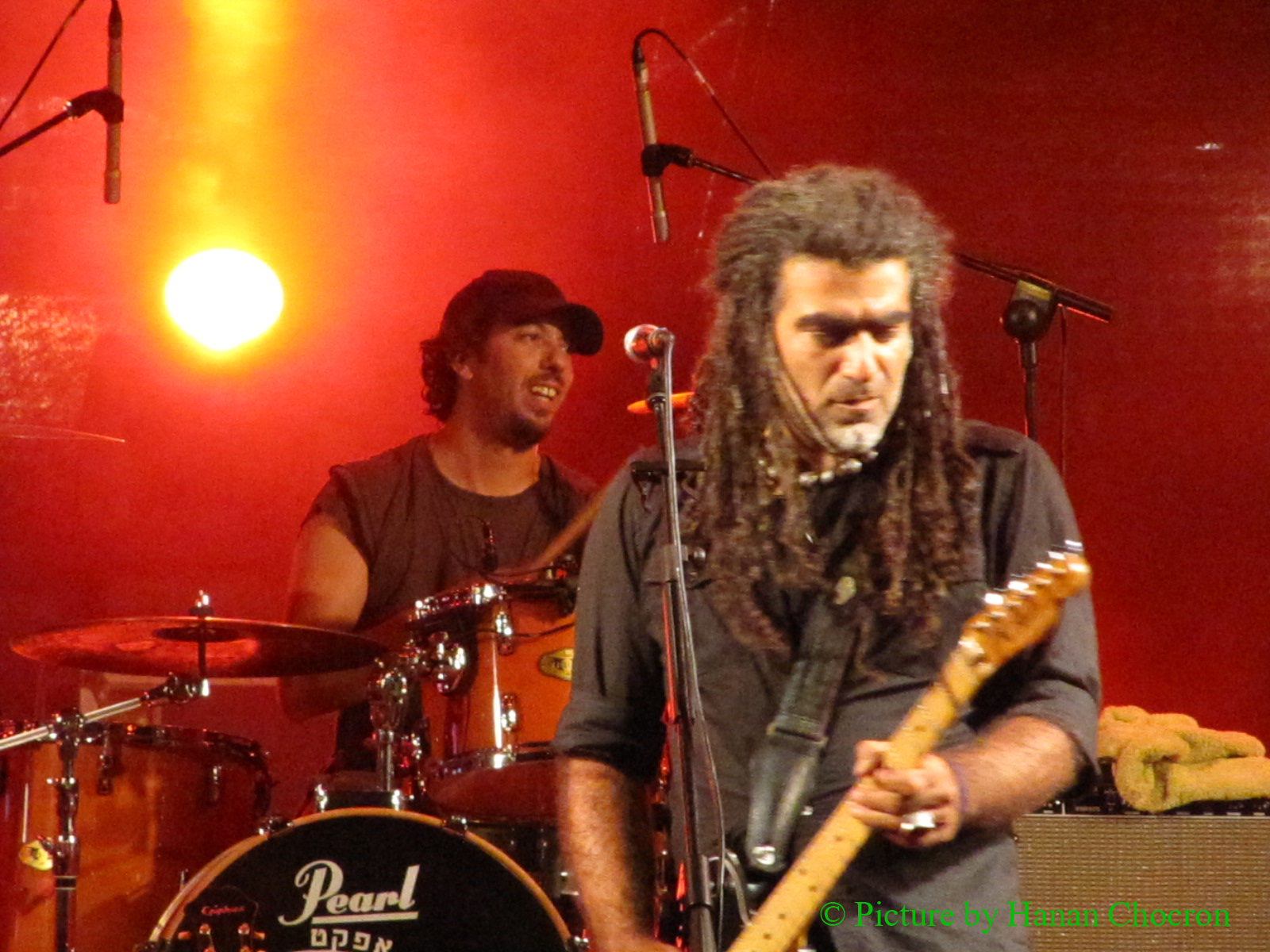
Mosch Ben-Ari in Jerusalem (2010)

Mosch Ben-Ari (hebräisch מוש בן ארי; * 26. September 1970 in Afula) ist ein israelischer Sänger und Gitarrist.

## Leben und Karriere
Mosch Ben-Ari wurde in einer aus dem Jemen und dem Irak stammenden jüdischen Familie geboren. Im Alter von 16 Jahren begann er zu musizieren. Er studierte die Musik aus Indien, der Sahara, und vom Sinai. 1995 gründete er das musikalische Ensemble Schewa (dt.: Sieben). Bekannt wurde er durch den im ersten Album Ha-Chatuna Ha-Schmemit (he.:החתונה השמימית; dt.: Wunderbare Hochzeit) enthaltenen Song Frieden bzw. Od jawo Schalom Alenu (he.:עוד יבוא שלום עלינו; dt.: Dennoch wird über uns der Frieden kommen).
Schewa veröffentlichte vier Alben und gab Dutzende von Konzerten auf wichtigen Festivals und Veranstaltungen. 2001 erschien Ben-Aris erstes Solo-Album Ad elai (he.:עד אלי, dt.: Zu mir). 2004 veröffentlichte er sein zweites Album Derech (he.:דרך; dt.: Der Weg). Dieses Album erreichte schnell Gold. Damit wurde er einer der bekanntesten Singer-Songwriter und Interpreten Israels. 
2006 wurde Ben-Aris drittes Album Massa U-Matan (he.:מסע ומתן; dt.: Verhandlungen) veröffentlicht. Alle Alben wurden von Lew Ha'olam (he.:לב העולם; dt.: Herz der Welt; auch Globalev World Music) in Israel produziert. 2006 veröffentlichte er zusammen mit Tal Segev die Single „Ma nischar li“ (he:מה נשאר לי, „Was verblieb mir“).
Er trat am 29. Juni 2008 bei der Central Park’s Summerstage-Tour auf.
Er ist auch tätig für die TV-Show The Voice of Israel.
Ben-Aris Musik und Performance ist eine Mischung aus Rock, Soul, Reggae und World music.
Ben-Ari ist auch als DJ tätig.

## Diskografie

### Alben
- 2001: Ad elai (he.:עד אלי; dt. Zu mir, en.: Near Me (Ad Elay))
- 2004: Derech (he.:דרך; dt.: Der Weg; en.: Path) (Gold Album)
- 2006: Masa U-Matan (he.:מסע ומתן; dt.:Verhandlungen) (Gold Album)
- 2009: Änschom (he.:אנשום; dt: Ich werde aufatmen; en.: Enshom)
- 2011: Tistakel li be-Enajim (he.:תסתכל לי בעיניים; dt.: Schau in meine Augen; en.: Look into My Eyes)
- 2012: He-ʻAśor ha-rishon (he.:העשור הראשון; dt.: Die ersten zehn Jahre)
- 2013: Kmo Ba'chaim (he.:כמו בחיים; dt.: Wie im Leben)

### Live-Alben
- 2007: Mosch Ben Ari – Live

### Kollaborationen
- 2024: פועם בי מחדש (mit Aviv Bahar)

### Singles (Auswahl)
- 2001: Jah Is One
- 2004: את
- 2006: משא ומתן
- 2006: ממריאים
- 2006: אנצל
- 2007: ג׳ה / אלוהים (mit Muki & Shotei Hanevuah)
- 2013: כמו בחיים
- 2019: אח שלי מתחתן (mit Doli & Penn)
- 2020: את שומעת
- 2021: אושר בא והולך (mit Keren Peles)